# Кудрявцев, Василий Юрьевич
Василий Юрьевич Кудрявцев (род. 10 декабря 1972, Приозерск, Казахская ССР) — советский и российский фотограф, один из пионеров глянцевой российской журнальной фотографии.

## Биография
Родился в семье военного в Приозерске, на озере Балхаш, Казахской ССР в 1972 году. Спустя девять месяцев семья вернулась в Москву. Всю жизнь мечтал стать летчиком, окончил Второй московский аэроклуб ДОСААФ по специальности пилот самолета Як-52. Имеет два прыжка с парашютом. В 1990 году окончил школу в Орехово-Борисово,. В 1991 году познакомился с Юрием Айзеншписом, который на тот момент являлся продюсером группы «Технология». В том же году Кудрявцев становится соиздателем музыкальной газеты «Longplay», которую издавал московский фан-клуб группы Depeche Mode. Василий быстро стал публиковаться в главных музыкальных медиа того периода, его фотографии часто публиковались в газете «Московский комсомолец».
С появлением первых глянцевых журналов в стране, таких как Cosmopolitan или «ОМ» Василий быстро становится одним из ведущих и востребованных фотографов в этой среде, специализируясь на съемках звезд мирового шоу-бизнеса. Он снимал портреты Metallica, Slipknot, Мэрилина Мэнсона, The Prodigy, Джеймса Кэмерона, Наоми Кэмпбелл, Моби, Деймона Албарна, Джеки Чана, Яна Шванкмайера, Дэниела Крейга, Еву Грин и других.
В работе придерживается авторского подхода и предпочитает снимать интересных людей, которые так или иначе повлияли на его мировоззрение. «Мне нужно гореть. Когда я снимаю человека, я владею информацией о нем гораздо большей, чем „общее представление“», — объяснял Василий в интервью MTV.
В дальнейшем фотограф много сотрудничал с самыми разными газетами и журналами, среди которых стоит выделить прежде всего журналы Elle, Premier, Cool (для которого снял свыше 30 обложек), Bravo, Grazia, Rolling Stone (он автор первой русской обложки журнала).
С 1993 года его фотографии регулярно используются в оформлении обложек альбомов музыкальных коллективов. Среди прочего стоит выделить такие альбомы, как «1825», «В городе N», «А может это сон?...» и «В этом городе все сумасшедшие» группы «Uma2rmaH», «Дубовый Гаайъ» и «Stop Killing Dolphins» группы «Дубовый Гаайъ», «Кто ты?» и «Ака Le Truk» Децла, «Не в фокусе» Дельфина и «The Greatest Hits Vol. 1» Noize MC. Его фотографии также использовались в оформлении многих альбомов российских электронных коллективов, вроде Cool Front, «Барбитура», DJ Грува и некоторых других.
С конца 1990-х регулярно участвует в групповых выставках. Вплоть до 2015 года Кудрявцев отказывался от проведения персональных выставок, и первая ретроспективная выставка фотографа состоялась в московской галерее Ruarts под названием «I Take Pictures, Photographic Pictures». В 2016 году состоялась следующая выставка работ фотографа в Сочи в рамках фестиваль «Кинотавр». В 2021 году была организована выставка в Туле.